# Ursula Schele

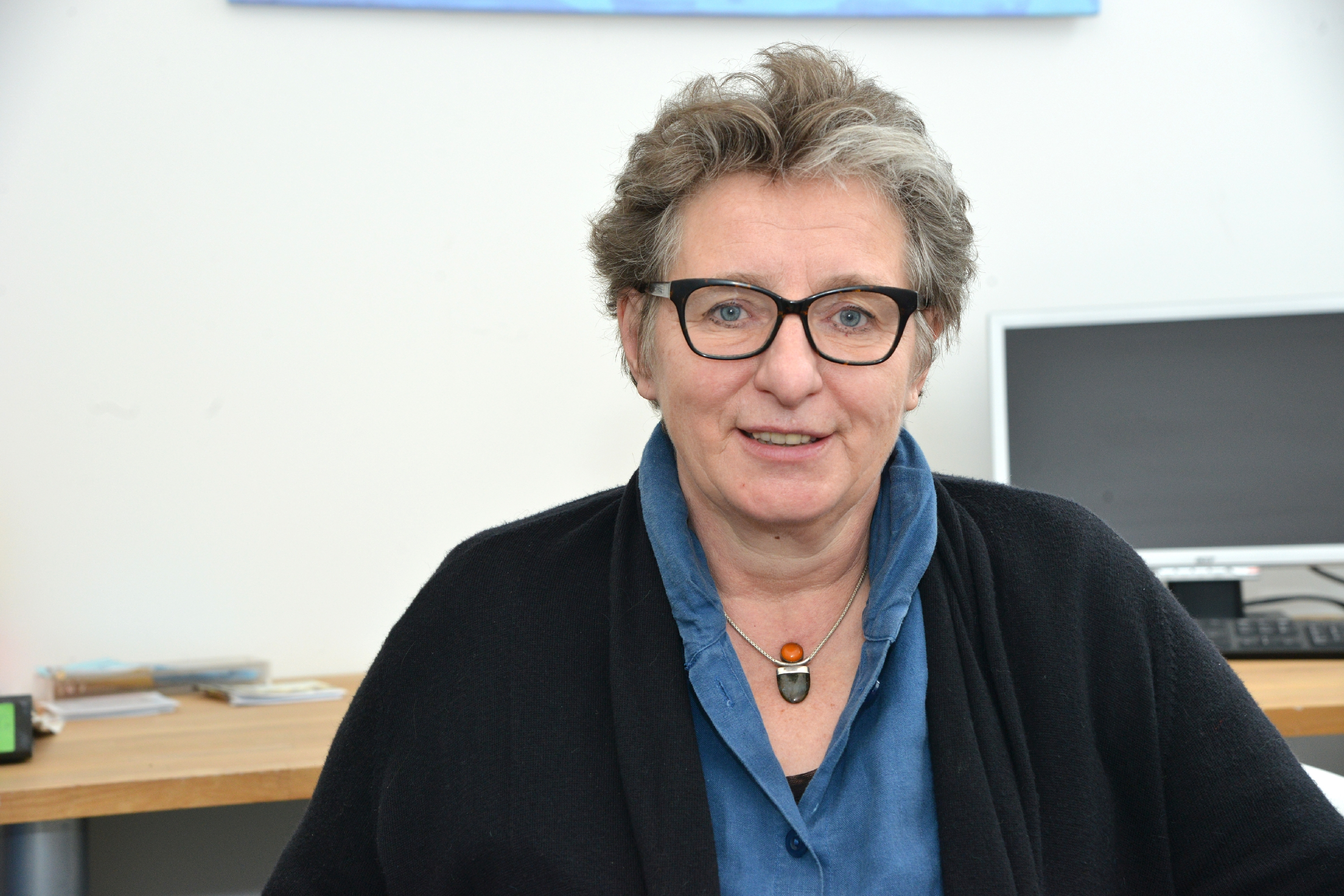
Ursula Schele

Ursula Schele (* 25. Juli 1954 in Dannenberg) ist eine deutsche Pädagogin und Kinder- und Frauenrechtlerin. Sie ist aktiv in der Sozialpolitik als Verbandsratsvorsitzende des Paritätischen Wohlfahrtsverbandes Schleswig-Holstein und Verfechterin für eine gerechtere Gender-, Migrations- und Sozialpolitik. Schele ist Mit-Gründerin des Frauennotrufs Kiel e.V. (1979) – heute Frauenberatungs- und Fachstelle bei sexueller Gewalt, Frauennotruf Kiel e. V., seit 1990 Geschäftsführerin des Präventionsbüros PETZE und seit 2009 des PETZE-Instituts in Kiel und seit 2006 Vorsitzende des Bundesverband Frauenberatungsstellen und Frauennotrufe – Frauen gegen Gewalt (bff) e. V. in Berlin. Schele versteht sich als Feministin der 2. Frauenbewegung. Bundesweit bekannt wurde Schele durch einen Auftritt bei der Talk-Show Anne Will am 12. November 2017 zum Thema Die Sexismus-Debatte - Ändert sich jetzt etwas?.

## Werdegang
Zu ihrer Schulzeit war Schele Gruppenleiterin beim Verband Christlicher Pfadfinderinnen und Pfadfinder e.V. (VCP). Sie gründete als Schülersprecherin am Gymnasium Graf-Friedrich-Schule das erste Diepholzer Jugendzentrum. Nach ihrem Abitur 1975 studierte sie Deutsch, Sport und Geschichte sowie Sonderschulpädagogik an der Christian-Albrechts-Universität (CAU) in Kiel. In diese Zeit fällt die Gründung des Frauenzentrums, dessen erste Mieterin sie war, und des Frauenhauses in Kiel. Daraus ging 1979 der "Notruf und Beratung für Frauen" hervor, an dessen Gründung Schele maßgeblich beteiligt war. 1983 machte Schele das 2. Staatsexamen und studierte berufsbegleitend Diplom-Pädagogik.
Von 1985 bis 1989 arbeitete Schele als Lehrerin. 1983 bis 1986 an Grundschulen, 1986 war sie Geschäftsführerin des Kultur- und Kneipenprojekts "Plunschli" in Husby bei Flensburg, wo sie Konzerte, Theater- und Filmveranstaltungen organisierte, die weit über Flensburg hinaus Beachtung fanden. Nach der Geburt ihrer Tochter war sie am Aufbau der Kinderläden „Wühlmäuse“ und „Zebulon“ in Kiel beteiligt. Ab 1989 arbeitete Schele zusätzlich als Bildungsreferentin für den Frauennotruf Kiel.
Von 1993 bis 31. Januar 2021 leitete Schele das Präventionsbüro PETZE, das 1993 mit einem dreijährigen BLK-Modellversuch startete. Schele organisierte die erste EU-weite Fachtagung zum Thema Fortbildung von Lehrkräften im Bereich Sexueller Missbrauch für alle (1993: 15) EU-Länder.
1997 war sie maßgeblich an Gründung und Aufbau des Zentrums für Folter-, Flucht- und Gewaltopfer in Schleswig-Holstein, REFUGIO e. V. beteiligt und war 10 Jahre 1. Vorsitzende des Vereins. Ab 1999 baute sie die „Bundesvernetzungsstelle autonomer Frauennotrufe BaF“, jetzt Bundesverband Frauenberatungsstellen und Frauennotrufe – Frauen gegen Gewalt (bff) e. V. mit auf, wo sie seit 2007 bis heute Vorsitzende im Ehrenamt ist. Von 2009 bis 1. Februar 2021 war Schele Geschäftsführerin des PETZE Instituts für Gewaltprävention gGmbH. Von 2010 bis 2011 war sie Delegierte des bff beim Runden Tisch Missbrauch der Bundesregierung. Von 2011 bis 2014 war sie Ombudsbeauftragte der Nordkirche zum Thema Missbrauch in kirchlichen Institutionen. Zwischen 2010 und 2020 ist Schele Referentin der „Bundesweiten Fortbildungsoffensive“ der Deutschen Gesellschaft für Prävention und Intervention bei Kindesmisshandlung (DGfPI) und des Bundesministeriums für Familie, Senioren, Frauen und Jugend (BMFSFJ) in den Projekten BuFo und BeST (Jugend- und Behindertenhilfe). Seit 2012 ist Schele bei der Konzeptionierung und beim Aufbau der ersten Fach- und Beratungsstelle für männliche Opfer sexualisierter Gewalt in Trägerschaft der Frauenberatungs- und Fachstelle bei sexueller Gewalt, Frauennotruf Kiel e.V. beteiligt, seit 2014 ist sie in Ausbildung zur Traumafachberaterin nach der Deutschsprachigen Gesellschaft für Psychotraumatologie (DeGPT).
Des Weiteren ist Schele Mitglied im schleswig-holsteinischen Landespräventionsrat (LPR) und Verbandsratsvorsitzende des Paritätischen Schleswig-Holstein und Delegierte des Paritätischen im LandesFrauenRat (LFR) Schleswig-Holstein. Sie ist Vorsitzende des Landesverbands Frauenberatung und Frauennotrufe Schleswig-Holstein (LFSH). Darüber hinaus war sie zweimal für den LFSH Mitglied im NDR Rundfunkrat, zuletzt von 2012 bis 2017.

## Politische Positionen

### Gewalt gegen Frauen
"Ich arbeite nun schon fast 35 Jahre gegen sexuelle Gewalt und dafür, dass aus dem Nein zu Gewalt endlich ein echtes JA zur sexuellen Selbstbestimmung jedes einzelnen Menschen wird. Deshalb ist mir wichtig, auf die unverzichtbare Arbeit der Frauenberatungsstellen und Frauenhäuser hinzuweisen. Seit Jahrzehnten arbeiten engagierte Frauen dafür, andere Frauen zu unterstützen, ihnen Schutz zu bieten, Hilfen zu finden, Perspektiven zu eröffnen, ihnen zuzuhören und Heilung zu ermöglichen. Die gut 160 Fachberatungsstellen, die im Bundesverband zusammengeschlossen sind, verfügen über eine beeindruckende Bandbreite von Qualifikationen. Sie verfügen über Qualitäts-, Beratungs- und Präventionskonzepte zu allen Formen genderspezifischer Gewalt. Die Arbeit der Fachstellen ist über die Jahre mehr geworden.
Nicht mitgewachsen ist die Finanzierung.
Erfahrungen mit Gewalt, Zwangsehen und Zwangsprostitution, Diskriminierung, Benachteiligungen sind Themen, die wir in den Beratungsstellen täglich erleben. Ohne das Engagement der Beraterinnen und Therapeutinnen wäre das alles nicht zu schaffen. Unsere Wurzeln liegen im politischen Ehrenamt und in der Frauenbewegung. Bis heute ist das bürgerschaftliche Engagement tausender Frauen der Kern unserer Bewegung. Wir müssen unsere Themen in den nächsten Jahren struktureller angehen. Die Aufgaben auf mehr Schultern verteilen. Gemeinsam sollten wir daran arbeiten, dass die Verantwortung für eine geschlechtergerechte Welt von morgen bei der gesamten Zivilgesellschaft liegt und nicht allein bei Frauen oder gar nur bei Frauenberatungsstellen."

### #MeToo-Debatte
"Sexualität hat nichts mit Sexismus zu tun" und "Jede Institution hat ihren Weinstein"
„Ich glaube nicht, dass die Branche in Hollywood sehr viel anders ist. Wir erleben das in Kirchen, in Schulen, am Arbeitsplatz, in der Politik und bei der Polizei. Es gibt eine Kultur, die den Nährboden für sexuelle Gewalt ermöglicht.“
„Sex ist, wenn beide wollen. Alles andere ist Gewalt“

### Sexueller Missbrauch an Kindern und Schutzbefohlenen
„Die PETZE hat das Tabuthema ‚sexueller Missbrauch‘ in die Öffentlichkeit gebracht. Heute kehren Kindertagesstätten oder Schulen sexualisierte Gewalt nicht mehr unter den Teppich.“

### Gewaltprävention
„Die Arbeit der PETZE beschränkt sich nicht auf Beratung und Begleitung für erwachsene Betroffene von sexualisierter Gewalt. Seit 1989 sind wir zusätzlich im Bereich der Prävention aktiv. Wir setzen auf die Stärkung von Kindern und Jugendlichen. Besonders gut sichtbar sind die sechs bewährten PETZE-Präventionsausstellungen, die unter Labels wie ‚Echt Klasse‘, ‚Echt Stark‘ usw. durch den Norden, ganz Deutschland, die Schweiz und sogar bis nach Mosambik und Iran gewandert sind.
Jährlich lernen so etwa 80.000 Kinder und Jugendliche, welche Rechte sie haben, wie sie sich gegen Übergriffe schützen können und dass sie, das ist das Wichtigste, ‚das Wertvollste auf der Welt‘ sind.“

## Auszeichnungen
Im Jahr 2000 wurde Schele das Bundesverdienstkreuz am Bande für ehrenamtliche, frauenpolitische Arbeit für Opfer verliehen.
Am 21. Januar 2016 wurde Schele mit der Andreas-Gayk-Medaille der Stadt Kiel ausgezeichnet. Diesen Preis erhalten Bürger, die sich um das Wohl der Stadt Kiel verdient gemacht haben.
2018: Bundesverdienstkreuz 1. Klasse. Für ihre langjährigen Verdienste um das Gemeinwohl hat Bundespräsident Frank-Walter Steinmeier Ursula Schele mit dem Verdienstkreuz 1. Klasse des Verdienstordens der Bundesrepublik Deutschland ausgezeichnet. Schleswig-Holsteins Ministerpräsident Daniel Günther überreichte die Auszeichnung am Dienstag, 18. Dezember 2018, in Kiel.

## Werke
Sexualisierte Gewalt und Schule: Was Lehrerinnen und Lehrer wissen müssen, (hg. mit Margit Miosga), Weinheim 2018, ISBN 978-3-4072-5797-0.
ECHT FAIR!: Begleitbroschüre zur interaktiven Ausstellung für Kinder und Jugendliche zur Gewaltprävention von Präventionsbüro PETZE und Andrea Langmaack, Verlag: Notruf und Beratung für vergewaltigte Mädchen und Frauen. Frauen gegen Gewalt e.V., Kiel 2008, ISBN 978-3-9809-6592-7.
Prävention - ECHT STARK!: Unterrichtsmaterialien für Förderschulen und Förderzentren zur Prävention von sexuellem Missbrauch, (hg. mit Dorothee Kramer), Verlag: Notruf und Beratung für vergewaltigte Mädchen und Frauen. Frauen gegen Gewalt e.V., Kiel 2007, ISBN 978-3-9809-6591-0.
Ja zum Nein: Unterrichtsmaterialien für die Grundschule zur Prävention von sexuellem Missbrauch von Präventionsbüro Petze und Dorothee Kramer, Verlag: Notruf und Beratung für vergewaltigte Mädchen und Frauen. Frauen gegen Gewalt e.V., Kiel 2004, ISBN 978-3-9809-6590-3.

## Artikel
2019: Schele, Ursula/Wulf, Katharina: Unser Staat ist Feminist geworden – Warum alle die Istanbul-Konvention kennen und nutzen sollten. In: Kindesmisshandlung und -vernachlässigung: interdisziplinäre Fachzeitschrift für Prävention und Intervention / Deutsche Gesellschaft für Prävention und Intervention bei Kindesmisshandlung und -vernachlässigung e.V., Band 22, Ausgabe 1, Göttingen, doi:10.13109/kind.2019.22.1.80, ISSN 1436-9850.
2018: Wahle, Ingeborg/Irrgang, Christian: 7 Aktiv, um neue Wege der Solidarität zu erproben. In: Wir haben die Wahl!: 100 Jahre Frauenwahlrecht / 100 Frauen – aktiv für eine starke Demokratie und für ein gutes Leben, S. 254f, Hans-Böckler-Stiftung, Düsseldorf, ISBN 978-3-8659-3315-7.
2018: Beck, Mirja/List, Inga Marie/Schele, Ursula: Reden wir über Sexualpädagogik, reden wir auch über Gewaltprävention Sexualisierte Gewalt als Thema in Kitas. In: PRAXISKita, Die Zeitschrift für gute Kita-Arbeit: Von wegen peinlich!? – Kindliche Sexualität, 52/18, Stuttgart, ISSN 1861-311X.
2018: Schulen als Kompetenz- und Schutzorte für alle – Erfahrungen aus der Präventionspraxis der PETZE, in: SchulVerwaltung spezial, Zeitschrift für Schulgestaltung und Schulentwicklung 02/2018: Sexueller Missbrauch und Schule – Thema durch!? (Poelchau), Jg. 20, Heft 2, Köln 2018, ISSN 1438-1907.
2015: Henningsen, Anja/Schele, Ursula: Sexualaufklärung und Schutz vor sexualisierter Gewalt - Ansätze der Sexualpädagogik und der Gewaltprävention. In: BZgA Forum Sexualaufklärung und Familienplanung 2/2015, S. 3–7, Köln, ISSN 2192-2152.
2014:Ich dachte, du wolltest das...in: "War doch nur Spaß..."?: Sexuelle Übergriffe durch Jugendliche verhindern von AMYNA e.V. – GrenzwertICH und Elke Schmidt, S. 71, ISBN 978-3-9347-3515-6.
2014: Henningsen, Anja/Schele, Ursula/Zeiher, Pia/Delphendahl, Sinje: Zentrale Ergebnisse der Evaluation von „Echt Krass! - Wo hört der Spaß auf?“. In: Fachzeitschrift DGfPI „Kindesmisshandlung und - vernachlässigung. Interdisziplinäre Fachzeitschrift für Prävention und Intervention“ 1/2014, Jahrgang 17. S. 60–77, Göttingen, ISSN 1436-9850.